# جان بوین
جان بوین (انگلیسی: John Boyne؛ زادهٔ ۳۰ آوریل ۱۹۷۱) یک نویسنده اهل ایرلند است. از آثار او می‌توان به پسری با پیژامه راه‌راه (۲۰۰۶) اشاره کرد.